# لوییز پرز (بازیکن فوتبال، زاده ۱۹۰۷)
لوییز پرز (انگلیسی: Luis Pérez؛ ۱۹۰۷ –) یک بازیکن فوتبال اهل مکزیک بود.
وی همچنین در تیم ملی فوتبال مکزیک بازی کرده است.